# 傑克·凱魯亞克
傑克·凱魯亞克（英語：Jack Kerouac，1922年3月12日—1969年10月21日），美國小說家、作家、藝術家與詩人，也是垮掉的一代中最有名的作家之一，與艾倫·金斯堡（Allen Ginsberg）、威廉·柏洛茲（William S. Burroughs）齊名。雖然他的作品相當受到歡迎，但是評論家並沒有給予太多喝采。傑克·凱魯亞克最知名的作品是《在路上》。

## 生平
1922年3月12日，凯鲁亚克出生于马萨诸塞州洛厄尔，父母为法裔美国人，他是家中幼子。他曾在当地天主教和公立学校就读，以橄榄球奖学金入纽约哥伦比亚大学，结识艾倫·金斯堡、威廉·柏洛茲和尼尔·卡萨迪等“垮掉的一代”。凯鲁亚克大学二年级退学从事文学创作，并辗转于美国海军和商用航运公司等处。1950年，第一部小说《乡镇和城市》出版。1957年的《在路上》问世后，他成为“垮掉的一代”的代言人，跻身二十世纪最有争议的著名作家行列。1969年10月20日，凯鲁亚克因肝硬化導致食道靜脈曲張大量吐血而接受手術, 在接受手術後凱魯亞克未再恢復意識, 於10月21日清晨5:15在佛罗里达圣彼德斯堡去世，享年47岁。

## 作品
《乡镇和城市》、《在路上》、《梦之书》、《达摩流浪者》、《地下人》、《孤独的旅人》和《孤独天使》、《而河马被煮死在水槽里》等

## 外部連結
- "About the Beat Generation", by Jack Kerouac — a definition of the Beat Generation in Kerouac's own words